# Retolador

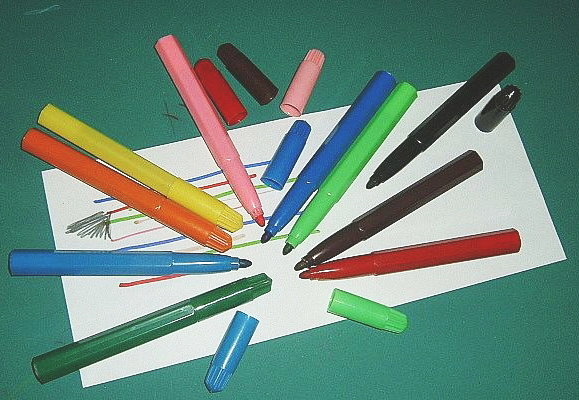
Diferents retoladors de colors

Un retolador o marcador és un instrument d'escriptura, semblant al bolígraf, que conté la seva pròpia tinta i l'ús principal és escriure en superfície diferent del paper.
El retolador va ser creat en el 1962 pel japonès Yukio Horie. En els anys 80 es van introduir els primers retoladors de seguretat, amb una tinta invisible però fluorescent. Amb aquesta tinta es pot marcar objectes de valor, i en cas de robatori, descobrir aquests senyals amb una llum ultravioleta.
La punta del retolador sol estar feta d'un material porós, com el feltre. És possible, encara que rar, que tingui una punta de material no porós. L'empresa Pilot va crear en el 2005 un bolígraf amb tinta permanent anomenada permaball.

## Retolador no permanent
Els retoladors no permanents solen ser usats en superfícies on no és necessari que les marques durin molt temps, o que si fos així seria inconvenient per a aquest material com en les transparències o les pissarres blanques.
Aquests retoladors són generalment utilitzats en superfícies no poroses, on la tinta s'adhereix a aquesta superfície sense ser absorbida. S'esborra sobre taulers porcenalitzats sense tacar.

## Retolador permanent

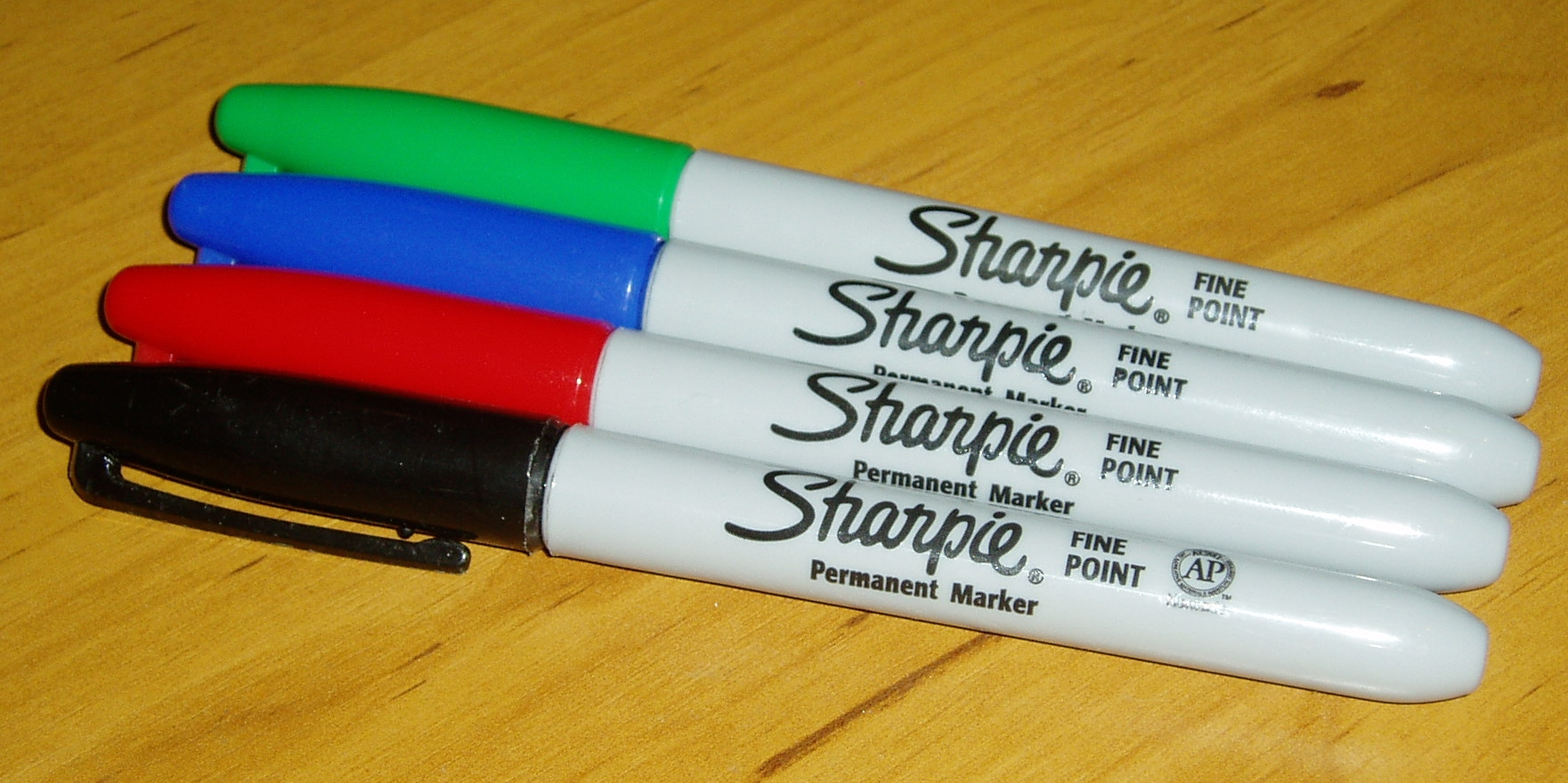
Retoladors permanents de diferents colors

El retolador permanent o indeleble, és utilitzat quan es desitja que el dibuix o escrit resisteixin en el temps. La tinta sol ser resistent a l'aigua i conté substàncies químiques tòxiques com xilè o toluè, i té la capacitat d'escriure en una varietat de superfícies, des de paper, metall, roca, CD's o DVD's.